# Sipe-Totek

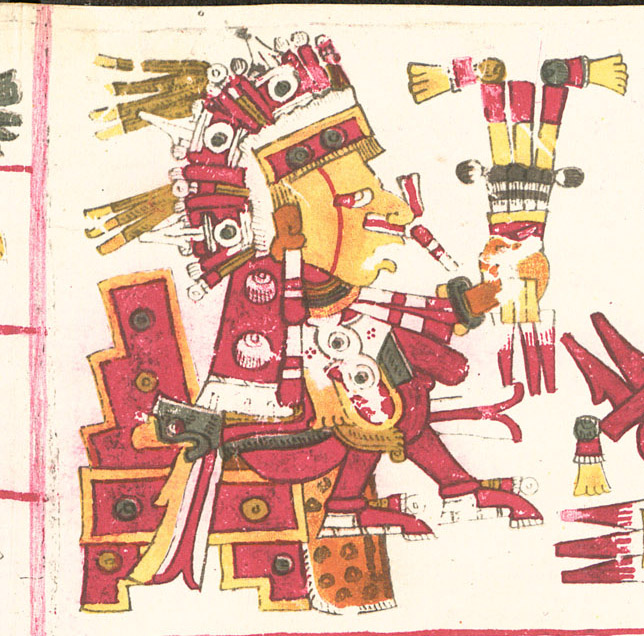
Sipe-Totek ábrázolása a Borgia-kódexben

Sipe-Totek (spanyolos írásmóddal Xipe Tótec, Chipe-Tótec) az azték vallásban a tavasszal újjászülető növények, a keleti égtáj, a felkelő Nap, és a vetés istene. Nevének jelentése: nyúzott urunk. Bár a keleti égtájat szimbolizálja, az aztékok a világmindenség déli részét tulajdonították, melyen osztoznia kellett Makviltocstlival.

## Ábrázolása
A tavasszal újjászülető növények szimbolizációjának bonyolult vallási jelentősége is van. Mivel  az aztékok úgy tartották, hogy ahogyan a növények is lehullajtják elszáradt leveleiket és kérgüket, majd helyette újak nőnek, így az embereknek is szükségük van arra, hogy elhagyják régi szokásaikat és hibáikat. Ezért ábrázolásában régi ruha van rajta, mely alatt ott vannak az új, tiszta testrészek.

## Áldozatok
Sipe-Toteknek áldozatot mutattak be. Ezt a hónapot az aztékok Tlakasipevaliztlinek nevezték. Ez mai idő szerint március 6-25. lehetett. Ekkor szíváldozatot, és gladiátor-áldozatot mutattak be.